# Iwata Daiki
Daiki Iwata (sinh ngày 1 tháng 10 năm 1985) là một cầu thủ bóng đá người Nhật Bản.

## Sự nghiệp câu lạc bộ
Daiki Iwata đã từng chơi cho Fagiano Okayama.